# Apalis ruddi
Apális-de-rudd ou apális-do-sul-do-save (Apalis ruddi) é uma espécie de ave da família Cisticolidae.
Pode ser encontrada nos seguintes países: Malawi, Moçambique e África do Sul.
Os seus habitats naturais são: florestas secas tropicais ou subtropicais e matagal húmido tropical ou subtropical.